# 마이바라역
마이바라역(일본어: 米原駅 마이바라에키[*])은 일본 시가현 마이바라시에 있는, 서일본 여객철도 (JR 서일본)·도카이 여객철도 (JR 도카이)·일본화물철도 (JR 화물)·오미 철도의 철도역이다.

## 개요
시가 현에서는 유일하게 도카이도 신칸센의 역이 설치되어 있다.
JR 재래선에서는 도카이도 본선과 호쿠리쿠 본선의 접속 지점이며, 도카이도 본선의 경우 JR 서일본과 JR 도카이의 관할 경계역이다. 회사 경계는 역 동측의 도카이도 본선 상행선, 하행선이 합류하는 커브 부근의 하행 제 1폐색 신호기(도쿄 기점 443k 995m)이다. 때문에, 바로 서쪽에 있는 건널목은 마이바라 역보다도 동쪽에 위치하고 있지만, JR 서일본의 관리하에 있어, 통행자 안내 간판은 JR 서일본 사양을 사용하고 있다. 이것은 하행 장내 신호기를 회사 경계로 하면 마이바라 기관구의 설비 구분이 복잡하게 되기 때문이다.
일본국유철도 시대에는 나고야 철도 관리국의 역이었지만, 분할 민영화 직전에 재래선 부분이 오사카 철도 관리국으로 이관되었다. 원래 마이바라 역이 나고야, 오사카, 가나자와의 각 철도 관리국이 접속하는 역이었는데, 오사카와 가나자와가 JR 서일본이 되었던 탓에, 거기에 맞추어진 것이다. 일본국유철도 시대에는 나고야-오사카 간의 경계가 마이바라와 히코네 사이에 있었다.
JR 역의 동측에는 오미 철도 본선의 역이 있으며, 기점역이다.

## 접속 노선
- 서일본 여객철도 (JR 서일본)
  - 도카이도 본선 (비와코 선 : 교토 방향)
  - 호쿠리쿠 본선 (나가하마까지는 비와코 선으로 안내되지만, 이 역부터 나가하마 방면에 가는 열차는 호쿠리쿠 선의 열차라고 안내됨)
- 도카이 여객철도 (JR 도카이)
  - 도카이도 신칸센
  - 도카이도 본선 (오가키 방향)
- 오미 철도
  - 본선

재래선 역은 JR 서일본이 관할한다. 어번 네트워크 지역에 속해 있으며, J스루 카드, ICOCA 및 그 상호 이용 가능 대상 카드 일체가 이용 가능하다. 단, 이 역부터 오가키 방면, 즉 JR 도카이 관할 구간을 이용할 시에는 모두 사용 불가능하다. JR 도카이 자사의 IC 카드인 TOICA에 대해서도, 이 구간에 도입할 예정은 현시점에서는 없다. 또, J스루 카드를 나가하마 역 이상으로 넘어가서 사용하는 것은 불가능하다. 신칸센의 역은 JR 도카이가 관할하고 있으며, 신칸센에서는 이 카드들을 사용할 수 없다. 단, 신칸센의 자기식 승차권이나 EX-IC 서비스로 EX-IC 카드를 재래선 용의 Suica, ICOCA, TOICA, PiTaPa 등에 끼워 넣어 사용하는 것은 가능하다.

## 역 구조

### JR
도카이도 신칸센은 섬식 플랫폼 1면 2선 및 단선 플랫폼 1면 1선, 도합 2면 3선의 플랫폼을 사용하고 있다. 11번선이 하행 (신오사카·하카타 방면), 12번선이 상행 (나고야·도쿄 방면)이며, 13번선은 평소에는 사용하고 있지 않다. 도카이도 신칸센의 역으로는 드물게 지상역이다.
재래선은 섬식 3면 6선을 사용한다. 1번선, 4번선에는 플랫폼이 없고, 2·3번선 (비와코 선 교토 방면), 5·6번선 (호쿠리쿠 본선), 7·8번선 (주로 도카이도 본선 오가키 방면)이 각각의 섬식 플랫폼을 사용하고 있다.
호쿠리쿠 본선의 열차는 어느 승강장에서도 발착 및 되돌림 운전이 가능하다. 한편, 도카이도 본선의 열차는 되돌림 운전하기 위해서는 상행 하행 어느 쪽도 일단 북측의 유치선에 들어가지 않으면 안된다.
출구는 동쪽과 서쪽에 2개소가 있다. 서쪽 출구에는 신칸센 승객을 위해 이른 아침부터 영업을 시작하는 주차장이 많다 (장소에 따라 1일 500엔에서 700엔까지 차이가 남). 미도리노마도구치가 있다.
승강장
| 재래선 승강장 |                               |                                                                     |                                              |
| 2·3           | ■ 비와코 선 （도카이도 본선） | ■ 보통, ■ 신쾌속 □ 오사카 방면 특급·급행 ('비와코 익스프레스' 포함) | 구사쓰·교토·오사카 방면                      |
| 2·3           | ■ 비와코 선 （도카이도 본선） | □간사이 공항 특급 '하루카'                                          | 신오사카·덴노지·간사이 공항 방면             |
| 5·6           | ■ 호쿠리쿠 본선               | ■ 보통, ■ 신쾌속                                                    | 나가하마·오미시오즈·쓰루가 방면              |
| 5·6           | ■ 호쿠리쿠 본선               | □ 특급 '시라사기'                                                   | 후쿠이·가나자와·도야마방면 (주로 5번 승강장) |
| 5·6           | ■ 호쿠리쿠 본선               | □ 급행 '기타구니'                                                   | 나오에쓰·나가오카・니가타 방면 (5번 승강장)  |
| 7             | ■ 도카이도 본선               | ■ 보통, ■ 신쾌속 □ 특급 '시라사기'                                  | 오가키·기후·나고야 방면                      |
| 7             | ■ 도카이도 본선               | □특급 '와이드 뷰 시나노'                                            | 나가노 방면                                  |
| 7             | ■ 호쿠리쿠 본선               | ■ 보통, ■ 신쾌속 (아침 저녁의 일부)                                 | 나가하마·오미시오즈·쓰루가 방면              |
| 8             | ■ 도카이도 본선               | ■ 보통, ■ 쾌속 ■ 신쾌속, ■ 특별쾌속                                 | 오가키·기후·나고야 방면                      |
| 8             | ■ 도카이도 본선               | □ 특급 '와이드 뷰 히다'                                             | 미노오타・게로・다카야마 방면                |
| 신칸센 플랫폼 |                               |                                                                     |                                              |
| 11            | ■ 도카이도 신칸센 (하행)      | ■ '히카리', ■ '고다마'                                              | 신오사카 ・ 하카타 방면                      |
| 12            | ■ 도카이도 신칸센 (상행)      | ■ '히카리', ■ '고다마'                                              | 나고야 ・ 도요하시 ・ 도쿄 방면              |
| 13            | ■ 도카이도 신칸센             |                                                                     | 예비 승강장                                  |

### 오미 철도
오미 철도의 마이바라 역은 역 주변의 정비 공사에 수반하여, 2007년 6월 8일 시발 열차부터 JR 역의 동쪽 출구 역사에 인접한 장소로 이전하였고, 선로도 역 앞의 약 1600m 부근에서 JR 도카이도 본선 하행선 방향으로 이설되었다 (영업거리는 바뀌지 않고 있다). 현재의 역사는 JR 역사 개축이 완성되기 전까지의 가설로, 플랫폼은 두단식으로 1면 2선이 되어있다. 이설 공사때문에 6월 1일부터 7일간 마이바라 - 후지텍 앞 간에 버스 대행 수송이 이루어졌다.
덧붙여, 1998년의 JR 역 축소 이전에는 JR 역과 인접하여, JR 동쪽 출구 개찰구로부터 계단을 올라가 구 1번선을 경유하여 들어갈 수 있도록 되어있었다. JR 동쪽 출구 이설 후는 완전히 분리되어, 역전 광장을 줄여 마주보는 형태로 되었다. 역사는 이전부터 2층으로 입구가 2층 부분에 있었던 탓에, 역전과 계단으로 연결되어 있었다.
승강장
| 1·2 | ■ 본선 | 다가타이샤마에·요카이치바·오미하치만·기부카와 방면 |

## 승차량 통계
- JR 서일본 승차량 통계는 도카이도 본선, 호쿠리쿠 본선을 집계한 것이며, JR 도카이 승차량 통계는 도카이도 신칸센만을 집계한 것이다.
- 오미 철도는 개별 역의 승차량 통계를 공개하지 않았다.

| 회사      | 승차 인원 | 승차 인원 | 승차 인원 | 승차 인원 | 승차 인원 | 승차 인원 | 승차 인원 | 승차 인원 | 주 석 |
| 회사      | 1993년    | 1994년    | 1995년    | 1996년    | 1997년    | 1998년    | 1999년    | 2000년    | 주 석 |
| --------- | --------- | --------- | --------- | --------- | --------- | --------- | --------- | --------- | ----- |
| JR 서일본 | 4764      | 4693      | 4712      | 4704      | 4551      | 4419      | 4377      | 4463      | [ 1 ] |
| JR 도카이 | 5251      | 5210      | 5441      | 5351      | 5272      | 5064      | 4954      | 5007      | [ 1 ] |
| 회사      | 2001년    | 2002년    | 2003년    | 2004년    | 2005년    | 2006년    | 2007년    | 2008년    |       |
| JR 서일본 | 4416      | 4243      | 4310      | 4380      | 4441      | 4434      | 4416      | 4395      | [ 1 ] |
| JR 도카이 | 4926      | 4848      | 5216      | 미공개    | 미공개    | 미공개    | 6302      | 6087      | [ 1 ] |

## 인접역
| 서일본 여객철도 도카이도 본선 · 호쿠리쿠 본선 | 서일본 여객철도 도카이도 본선 · 호쿠리쿠 본선            | 서일본 여객철도 도카이도 본선 · 호쿠리쿠 본선 |
| --------------------------------------------- | -------------------------------------------------------- | --------------------------------------------- |
| 사카타 쓰루가 방면                            | ■ 비와코 선 신쾌속 · 쾌속 · 보통                         | 히코네 히메지 방면                            |
| 도카이 여객철도 도카이도 본선                 |                                                          |                                               |
| 사메가이 나고야 방면                          | ■ 도카이도 본선 특별쾌속 · 신쾌속 · 쾌속 구간쾌속 · 보통 | 히코네 오사카 방면                            |
| 도카이 여객철도 도카이도 신칸센               |                                                          |                                               |
| 기후하시마 도쿄 방면                          | ■ 도카이도 신칸센 히카리 호 · 고다마 호                  | 교토 하카타 방면                              |
| 오미 철도 본선                                |                                                          |                                               |
| 시·종착역                                     | ■ 본선                                                   | 후지텍마에 기부카와 방면                      |

## 참고 사항
1. 1 2 3 4  시가 현 통계서 1993~2008 보관됨 2010-05-09 - 웨이백 머신 에서.